# Томас Шааф
Томас Шааф (нім. Thomas Schaaf, нар. 30 квітня 1961, Мангейм) — колишній німецький футболіст, що грав на позиції захисника. По завершенні ігрової кар'єри — футбольний тренер.
Найбільш відомий тим, що з 1972 по 2013 рік був структурі «Вердера», спочатку як гравець, а потім як тренер.

## Клубна кар'єра
Народився 30 квітня 1961 року в місті Мангейм. Вихованець футбольної школи клубу «Вердер». Дорослу футбольну кар'єру розпочав 1978 року в основній команді того ж клубу, кольори якої і захищав протягом усієї своєї кар'єри гравця, що тривала цілих вісімнадцять років. За всі свої сезони в Бундеслізі Шааф зіграв 281 матч, в якому забив 14 м'ячів. З «Вердером» Томас виграв не лише всі внутрішні турніри, а й Кубок володарів кубків УЄФА.

## Виступи за збірну
1987 року залучався до складу молодіжної збірної Німеччини. На молодіжному рівні зіграв у 2 офіційних матчах.

## Кар'єра тренера
Розпочав тренерську кар'єру, ще продовжуючи грати на полі, 1987 року як тренер молодіжної команди клубу «Вердер».
З 1995 по 1999 рік очолював «Вердер» II.
10 травня 1999 року став головним тренером «Вердера». Як тренер Шааф також має вагомі досягнення з командою. Він також, як і будучи гравцем, виграв обидва головних внутрішніх трофея. Під керівництвом Шаафа «Вердер» 2004 року оформив золотий дубль, вигравши чемпіонат та Кубок Німеччини. Також на рахунку команди, крім успіху в 2004 році, дві перемоги у Кубку країни у 1999 та 2009 роках.
15 травня 2013 року Шааф покинув «Вердер» після 14 років роботи.
Після річної перерви продовжив тренерську роботу у клубі «Айнтрахт» (Франкфурт-на-Майні), з яким уклав дворічний контракт 21 травня 2014 року. Проте пропрацював з цією командою лише один сезон 2014/15, який «Айнтрахт» завершив на дев'ятому місці Бундесліги, після чого Шааф пішов у відставку 26 травня 2015 року.
28 грудня 2015 року став головним тренером клубу «Ганновер 96», який боровся за збереження місця в Бундеслізі. Тренеру не вдалося покращити результати команди, і, здобувши лише одну перемогу при десяти поразках в 11 іграх, він був звільнений. 

## Титули і досягнення

### Командні
- Як гравець:
  -  Чемпіон Німеччини: 1988, 1993.
  - Володар Кубка Німеччини: 1991, 1994.
  - Володар Суперкубка Німеччини: 1988, 1993, 1994.
  - Володар Кубка володарів кубків УЄФА: 1992
- Як тренер:
  -  Чемпіон Німеччини: 2004
  - Володар Кубка Німеччини: 1999, 2004, 2009
  - Фіналіст Кубка УЄФА: 2009
- Володар Кубка німецької ліги: 2006
- Володар Суперкубка Німеччини: 2009

### Особисті
- Футбольний тренер року в Німеччині: 2004